# Longicoelotes senkakuensis
Longicoelotes senkakuensis là một loài nhện trong họ Agelenidae.
Loài này thuộc chi Longicoelotes. Longicoelotes senkakuensis được miêu tả năm 2000 bởi Shimojana.